# Catherine E. Coulson
Catherine Elizabeth Coulson, later afgekort tot Catherine E. Coulson (22 oktober 1943 – 28 september 2015) was een Amerikaanse actrice.

## Levensloop en carrière
Coulson leerde begin jaren 70 David Lynch kennen, met wie ze vaak zou samenwerken. In 1974 speelde ze in zijn korte film The Amputee. In de televisieserie Twin Peaks speelde ze the Log Lady; een vrouw die rondliep met en praatte tegen een stuk boomstam. Ze hernam haar rol voor de film Twin Peaks: Fire Walk With Me in 1992. 
In 1982 werkte ze bij de camera crew van Star Trek II: The Wrath of Khan. 
Coulson was tussen 1968 en 1976 gehuwd met acteur Jack Nance, die eveneens te zien was in Twin Peaks. Ze hertrouwde nog een keer hierna. Coulson heeft een dochter met haar tweede echtgenoot.